# 1422
| 1422               |
| ------------------ |
| Dødsfald - Fødsler |
|                    |

| Gregoriansk kalender | 1422 MCDXXII            |
| Ab urbe condita      | 2175                    |
| Armensk kalender     | 871 ԹՎ ՊՀԱ              |
| Kinesiske kalender   | 4118 – 4119 辛丑 – 壬寅 |
| Etiopisk kalender    | 1414 – 1415             |
| Jødisk kalender      | 5182 – 5183             |
| Hindukalendere       |                         |
| - Vikram Samvat      | 1477 – 1478             |
| - Shaka Samvat       | 1344 – 1345             |
| - Kali Yuga          | 4523 – 4524             |
| Iransk kalender      | 800 – 801               |
| Islamisk kalender    | 825 – 826               |

Konge i Danmark: Erik 7. 1396-1439
Se også 1422 (tal)

## Begivenheder
- 1. februar - Freden i Groningen

## Dødsfald
- 17. september: Alamanno Adimari - katolsk pave